# مورچه درودگر آئتهیوپس

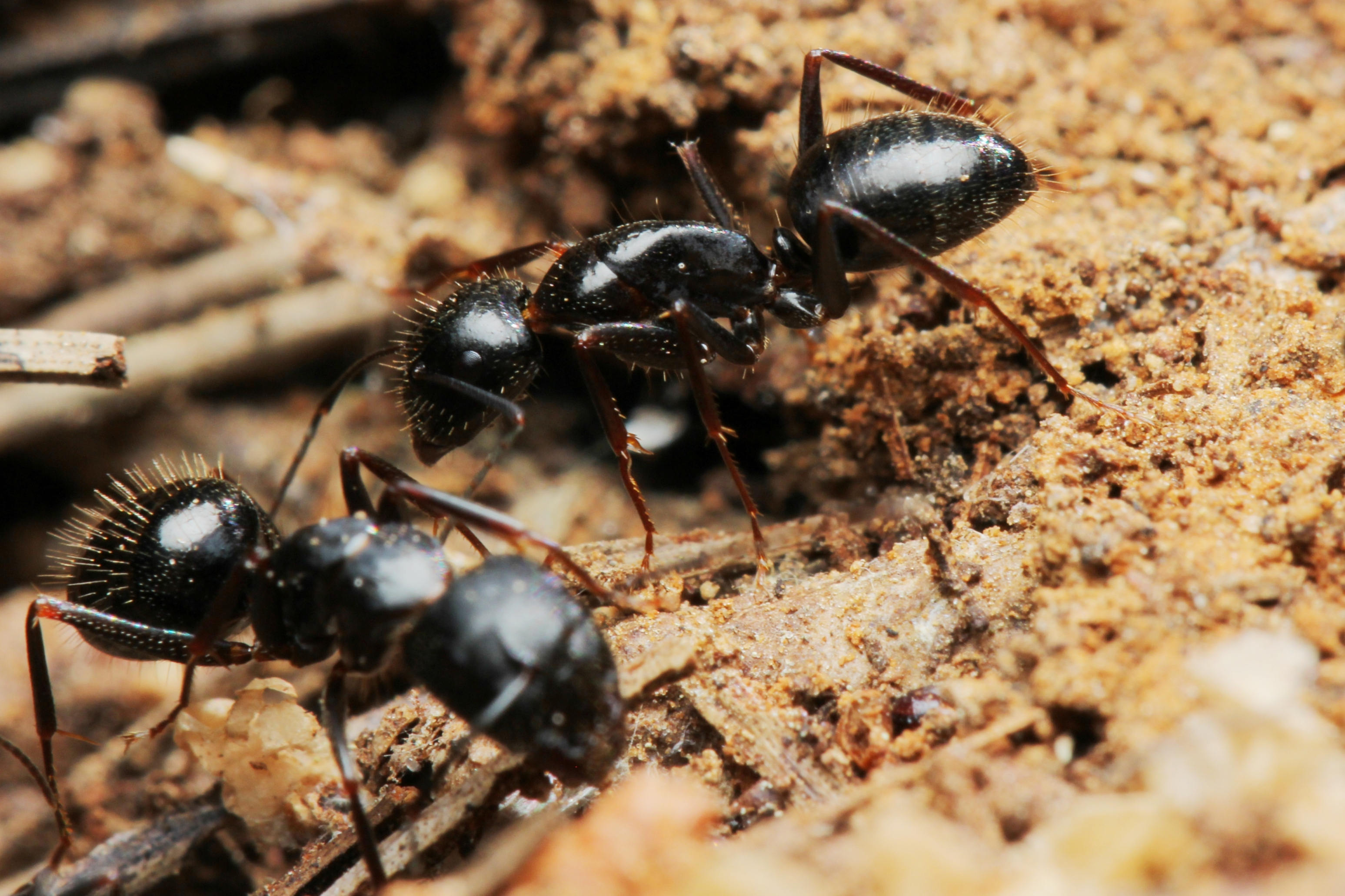
تصویری از نمای نزدیک مورچه‌های کارگر گونه‌ی کامپونوتوس اتیوپس

Camponotus aethiops یک گونه از مورچه از اندازه بزرگ (۵–۱۵ میلی‌متر) با سر و بدن به‌طور کامل سیاه با آرواره قهوه ای تیره و نمایشگاه‌های قوی رشد مو. به شکلی در بین افراد مختلف به خوبی مشخص شده یک طبقه از کارگران و افراد زیر سن قانونی که در حال ۷–۸ میلی زنبور کارگر رشته (یا معمولاً به عنوان " سربازان ") که 8–13 mm و پس از آن ملکه (" ملکه ") است که ۱۳–۱۵ متر،
مستعمرات به‌طور کلی تأسیس زیر سنگ در باز تسویه یا تحت چوب روشن. آنها monogynes. ایناسپین آف می‌گیرد از مه تا ماه اوت است.
در فرانسه این مورچه به‌طور عمده موجود در جنوب شرق کشور است.
- گونه Camponotus aethiops aethiops (Latreilleهای ۱۷۹۸)
- گونه Camponotus aethiops cachmiriensis سنگ سنباده ۱۹۲۵
- گونه Camponotus aethiops escherichi سنگ سنباده ۱۹۲۵
- گونه Camponotus aethiops rubicolor Ruzsky سال ۱۹۲۵
- گونه Camponotus aethiops vitiosus اسمیت ۱۸۷۴

## زیست‌شناسی
این کرم ازلاجوردی از orpins هستند با حضور چند مورچه گونه از جمله Camponotus aethiops